# Kryterium Cauchy’ego
Kryterium Cauchy’ego (nazywane także kryterium pierwiastkowym Cauchy’ego dla odróżnienia od kryterium całkowego Cauchy’ego) – kryterium zbieżności szeregów liczbowych o wyrazach nieujemnych, udowodnione przez Cauchy’ego w podręczniku Cours d’Analyse de l’École Royale Polytechnique; I.re Partie. Analyse algébrique z 1821.

## Kryterium
Niech dany będzie szereg liczbowy
|  |  | {\displaystyle \sum _{n=1}^{\infty }a_{n},} |  | (A) |

o wyrazach nieujemnych.
- Jeżeli

{\displaystyle \limsup _{n\to \infty }{\sqrt[{n}]{a_{n}}}<1,}
to szereg (A) jest zbieżny.
- Jeżeli

{\displaystyle \liminf _{n\to \infty }{\sqrt[{n}]{a_{n}}}>1,}
to szereg (A) jest rozbieżny.

### Wersja graniczna kryterium
Często używana jest też następująca, formalnie słabsza, wersja kryterium. Jeżeli istnieje granica
{\displaystyle C=\lim _{n\to \infty }{\sqrt[{n}]{a_{n}}},}
to
- gdy {\displaystyle C<1,} szereg (A) jest zbieżny, oraz
- gdy {\displaystyle C>1,} szereg (A) jest rozbieżny[1].

## Dowód
W przypadku, gdy
{\displaystyle \limsup _{n\to \infty }{\sqrt[{n}]{a_{n}}}<1}
istnieją takie liczby {\displaystyle m} i {\displaystyle q\in (0,1),} że
{\displaystyle {\sqrt[{n}]{a_{n}}}\leqslant q}
dla każdego {\displaystyle n>m.} To oznacza, że dla {\displaystyle n>m} zachodzi nierówność
{\displaystyle a_{n}\leqslant q^{n},}
czyli
{\displaystyle a_{m+1}+a_{m+2}+a_{m+3}+\dots \leqslant q^{m+1}+q^{m+2}+q^{m+3}+\ldots <\infty ,}
co dowodzi zbieżności bezwzględnej szeregu (A).
W przypadku, gdy
{\displaystyle \liminf _{n\to \infty }{\sqrt[{n}]{a_{n}}}>1}
istnieje taka liczba {\displaystyle m,} że dla {\displaystyle n>m} zachodzi nierówność
{\displaystyle {\sqrt[{n}]{a_{n}}}\geqslant 1,}
a więc spełniona jest także nierówność
{\displaystyle a_{n}\geqslant 1.}
Oznacza to, że szereg (A) jest rozbieżny, bo nie spełnia warunku koniecznego zbieżności.

## Przykład zastosowania
Rozważmy szereg
|  |  | {\displaystyle \sum _{n=1}^{\infty }{\frac {n}{2^{n}}}.} |  | (B) |

Wówczas
{\displaystyle \lim _{n\to \infty }{\sqrt[{n}]{\frac {n}{2^{n}}}}=\lim _{n\to \infty }{\frac {\sqrt[{n}]{n}}{\sqrt[{n}]{2^{n}}}}=\lim _{n\to \infty }{\frac {\sqrt[{n}]{n}}{2}}={\frac {1}{2}}<1.}
Zatem na mocy kryterium Cauchy’ego szereg (B) jest zbieżny.

## Przypadek, w którym kryterium nie rozstrzyga o zbieżności
Kryterium Cauchy’ego nie pozwala rozstrzygnąć czy szereg (A) jest zbieżny, gdy
{\displaystyle \lim _{n\to \infty }{\sqrt[{n}]{a_{n}}}=1.}
Aby to zilustrować, rozważmy ciągi (an), (bn), gdzie
{\displaystyle a_{n}={\frac {1}{n}},\;b_{n}={\frac {1}{n^{2}}}.}
Wówczas
{\displaystyle \lim _{n\to \infty }{\sqrt[{n}]{a_{n}}}=\lim _{n\to \infty }{\sqrt[{n}]{b_{n}}}=1}
(korzystamy z faktu, że {\displaystyle \lim _{n\to \infty }{\sqrt[{n}]{n}}=1}). Jednak (A) jest rozbieżny jako szereg harmoniczny, a {\displaystyle \sum _{n=1}^{\infty }b_{n}} jest zbieżny (zob. problem bazylejski).

## Porównanie z kryterium d’Alemberta
Kryterium Cauchy’ego jest silniejsze niż kryterium d’Alemberta, tzn. jeśli szereg (A) o wyrazach dodatnich spełnia jeden z warunków kryterium d’Alemberta, to spełnia też warunek kryterium Cauchy’ego; przeciwna implikacja nie zachodzi. Istotnie, załóżmy, że szereg (A) spełnia pierwszy z warunków z kryterium d’Alemberta, tzn.
{\displaystyle \limsup _{n\to \infty }{\frac {a_{n+1}}{a_{n}}}<1.}
Wówczas istnieją liczba {\displaystyle k\in \mathbb {N} } oraz {\displaystyle \rho <1} taka, że
{\displaystyle {\frac {a_{n+1}}{a_{n}}}\leqslant \rho }
dla dowolnego {\displaystyle n\geqslant k.} Wówczas {\displaystyle a_{k+n}\leqslant \rho ^{n}a_{k}} dla każdego {\displaystyle n\geqslant k.} Zatem
{\displaystyle \limsup _{n\to \infty }{\sqrt[{n}]{a_{n}}}=\limsup _{n\to \infty }{\sqrt[{k+n}]{a_{k+n}}}\leqslant \limsup _{n\to \infty }(\rho ^{n}a_{k})^{\frac {1}{k+n}}=\lim _{n\to \infty }\rho ^{\frac {n}{k+n}}\lim _{n\to \infty }a_{k}^{\frac {1}{k+n}}=\rho \cdot 1=\rho <1.}
Twierdzenia tego nie da się odwrócić, co ilustruje następujący przykład.
Niech dany będzie szereg
{\displaystyle {\frac {1}{4}}+{\frac {1}{4}}+{\frac {1}{4^{2}}}+{\frac {1}{4^{2}}}+{\frac {1}{4^{3}}}+{\frac {1}{4^{3}}}+...}
Wówczas ogólny wyraz tego szeregu jest postaci
{\displaystyle a_{2n}=a_{2n-1}={\frac {1}{4^{n}}}.}
Zauważmy, że
{\displaystyle {\sqrt[{2n}]{a_{2n}}}={\sqrt[{2n}]{\frac {1}{4^{n}}}}={\frac {1}{2}}}
oraz
{\displaystyle {\sqrt[{2n-1}]{a_{2n}}}={\sqrt[{2n-1}]{\frac {1}{4^{n}}}}={\frac {1}{(4^{n})^{\frac {1}{2n-1}}}}\to {\frac {1}{2}}.}
Zatem na mocy kryterium Cauchy’ego szereg (A) jest zbieżny. Z drugiej strony
{\displaystyle {\frac {a_{2n}}{a_{2n-1}}}=1\quad (n\in \mathbb {N} ),}
co pokazuje, że szereg (A) nie spełnia warunku z kryterium d’Alemberta.

## Literatura dodatkowa
- Julian Musielak, Helena Musielak: Analiza matematyczna I/1. Poznań: Wydawnictwo Naukowe UAM, 2000.
- Karl R. Stromberg: An Introduction to Classical Real Analysis. Providence, Rhode Island: AMS Chelsea Publishing, 2015. ISBN 978-1-4704-2544-9.